# 鍾繇体
鍾繇体（しょうようたい）は、古代中国、三国時代の魏の書家、鍾繇の字体。

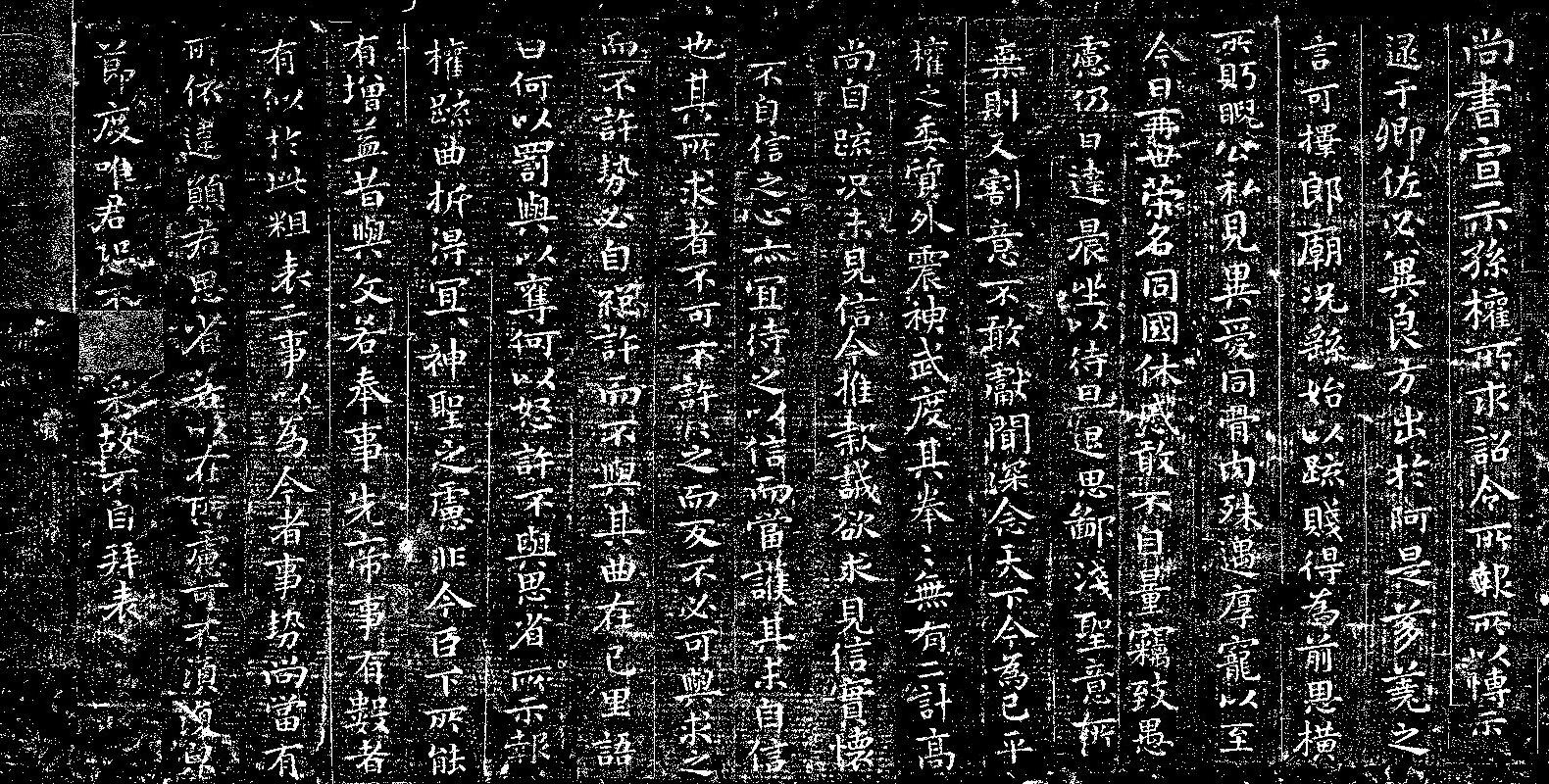
鍾繇楷書作品《宣示表》宋拓本

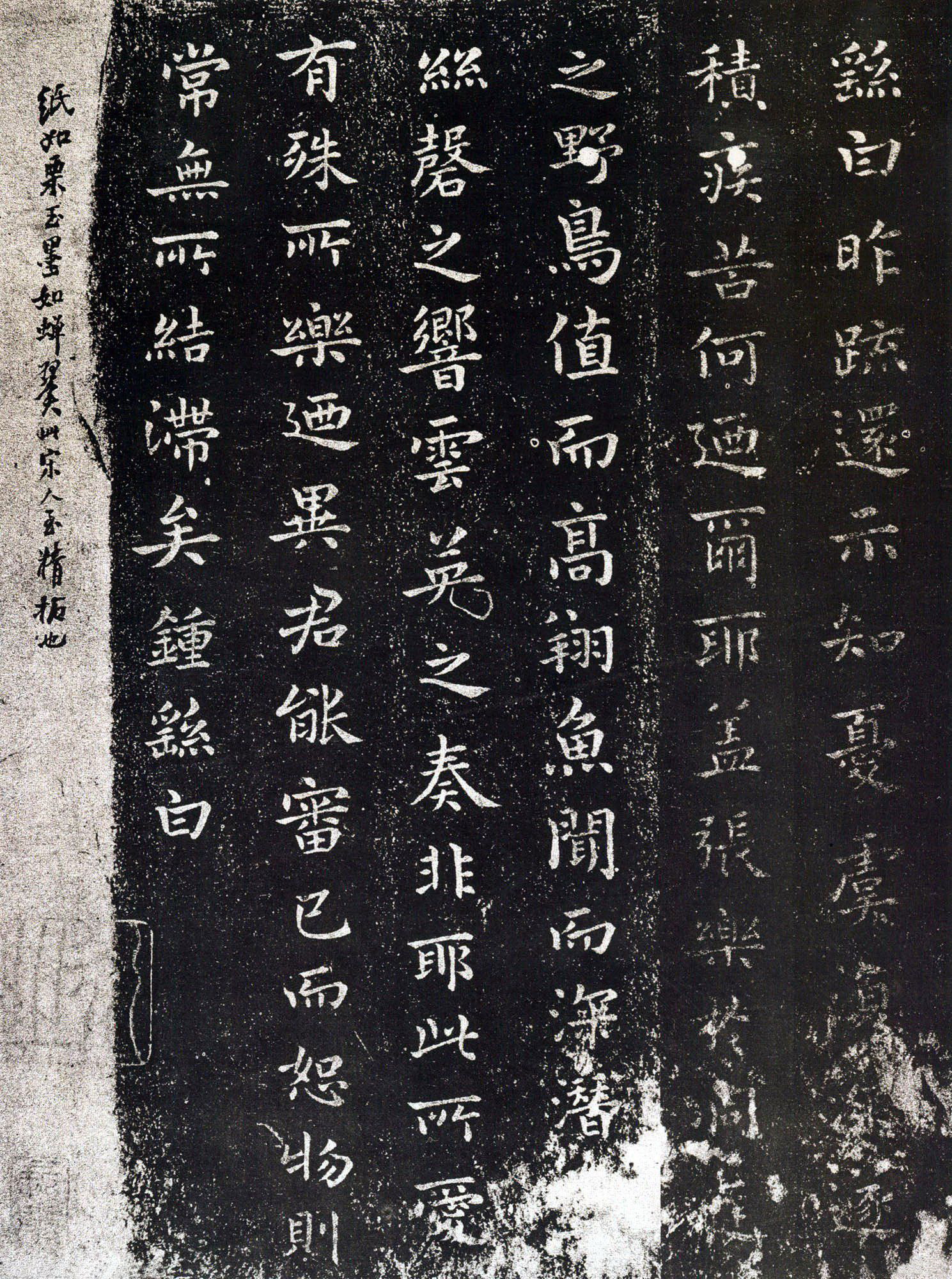
鍾繇楷書作品《還示帖》宋拓本

## 概要
- 鍾繇体は隷書と楷書の中間のような書体であるが、三国時代には楷書という言葉がなく、後世の書家によって楷書に分類されたものである。鍾繇は楷書が特に後世知られており、王羲之をはじめ非常に多くの書家が学んでいて、現代でもよく学ばれている。
- 鍾繇は、呉の皇象・劉纂・岑伯然（しん はくねん）、魏の胡昭・邯鄲淳・宋翼（そうよく）・衛覬・韋誕等と共に同時代の能書家として知られている。

## 収拾代表作
- 宣示表（せんじひょう）
- 急就章（きゅうしゅうしょう）
- 薦季直表（せんきちょくひょう）
- 賀捷表（がしょうひょう）
- 墓田丙舎帖（ぼでんへいしゃじょう）
- 上尊号奏（じょうそんごうそう）
- 力命表（りきめいひょう）
- 還示帖（かんじじょう）